# Rigny
Rigny é uma comuna francesa na região administrativa de Borgonha-Franco-Condado, no departamento de Alto Sona. Estende-se por uma área de 12,72 km². Em 2010 a comuna tinha 608 habitantes (densidade: 47,8 hab./km²).